# Hesperia (revue)
Pour les articles homonymes, voir Hesperia (homonymie).
Hesperia est une revue avec comité de lecture, publié trimestriellement par l'École Américaine d'Études Classiques à Athènes. Elle a été fondée en 1932 pour la publication des œuvres produites par l'école. C'est toujours le but premier de la revue aujourd'hui. Elle accepte aussi les autres contributions de chercheurs dans le domaine de l'archéologie grecque, l'art, l'épigraphie, l'histoire et la littérature.